# ON-Line System
NLS, oder oN-Line System, war ein revolutionäres kollaboratives Computersystem in den 1960er Jahren. Entworfen von Douglas Engelbart und implementiert von Forschern des Augmentation Research Centers (ARC) am Stanford Research Institute (SRI) war es das erste System, das den praktischen Einsatz von Hypertext-Links, Raster-Scan-Monitoren, Maus, Bildschirmverwaltung, Präsentationsprogrammen und von anderen modernen Computing-Konzepten realisiert und ermöglicht hat. Das Projekt wurde von der Defense Advanced Research Projects Agency, NASA und der US Air Force finanziert.

## Historische Entwicklung
Douglas Engelbart entwickelte seine Konzepte zwischen 1959 und 1960 mit der Unterstützung der US Air Force und veröffentlichte diese im Jahr 1962. Das seltsame redundante Akronym NLS stammt aus den Wörtern oN-Line System, wobei „on-line“ nicht mit der heutigen Bedeutung verwendet wurde, sondern die interaktive Bedienung einer Maschine kennzeichnete. Der Name wurde gewählt, um das neue System von dem anderen oFf-Line System (FLS) zu unterscheiden, denn mit einem echten Akronym sollte man beide OLS nennen. Seine ersten Computer konnten jedoch nicht mehr als einen Benutzer gleichzeitig unterstützen. Dies ermöglichte 1963 erstmals der CDC 160A, der allerdings noch sehr wenig Programmierleistung für sich alleine hatte.
Als Überbrückungsmaßnahme entwickelte das Team ein System, in dem auch offline Benutzer – d. h. Personen, die nicht an einem Terminal saßen – durch das Lochen einer Reihe von Befehlen auf einen Lochstreifen mit einem Lochstreifenschreibautomat ihre Dokumente bearbeiten konnten. Nachdem der Streifen vollständig war, führte der Benutzer den Lochstreifen, auf dem der letzte Entwurf des Dokuments gespeichert war, in den Computer ein, gefolgt von dem Streifen mit den Änderungen. Der Computer druckte dann einen neuen Lochstreifen mit der geänderten und aktuellen Version aus. Ohne eine interaktive Visualisierung war diese Vorgehensweise sehr heikel, denn der Benutzer musste die kumulativen Auswirkungen seiner Befehle auf das Dokument im Kopf behalten. Diese Problematik wurde in dem online System gelöst, indem man den Screen sperren konnte und die Änderungen auf Grund der Version, die am Bildschirm gezeigt wurde, durchführte. Diese Vorgehensweise hatte den Vorteil, dass der Benutzer im Text hin und her springen konnte und den Faden nach einer Änderung, die sonst einen Refresh implizierte, nicht verlor.
In der weiteren Entwicklung wurde sowohl der off-line-Workflow, als auch der interaktive on-line-Ablauf unterstützt. Ursprünglich hatten die Systemen die Namen oFf-Line Text System (FLTS) und oN-Line Text System (NLTS), aber mit der Zeit unterstützten sie mehr als nur Text und das T wurde weggelassen.
Robert Taylor, der über einen Hintergrund in der Psychologie verfügte, unterstützte das Projekt von der NASA. Als er zu dem Information Processing Techniques Office der Advanced Research Projects Agency des US Defense Departments zog, konnte er noch mehr Förderung für das Projekt zur Verfügung stellen und die NLS Entwicklergruppe präsentierte 1965 die CDC 3000 Computerserie. Jeff Rulifson, eine andere Zentralfigur, tritt im Jahr 1966 dem SRI bei und wurde der leitende Programmierer der NLS Entwicklung, bis er 1973 die Firma verließ.

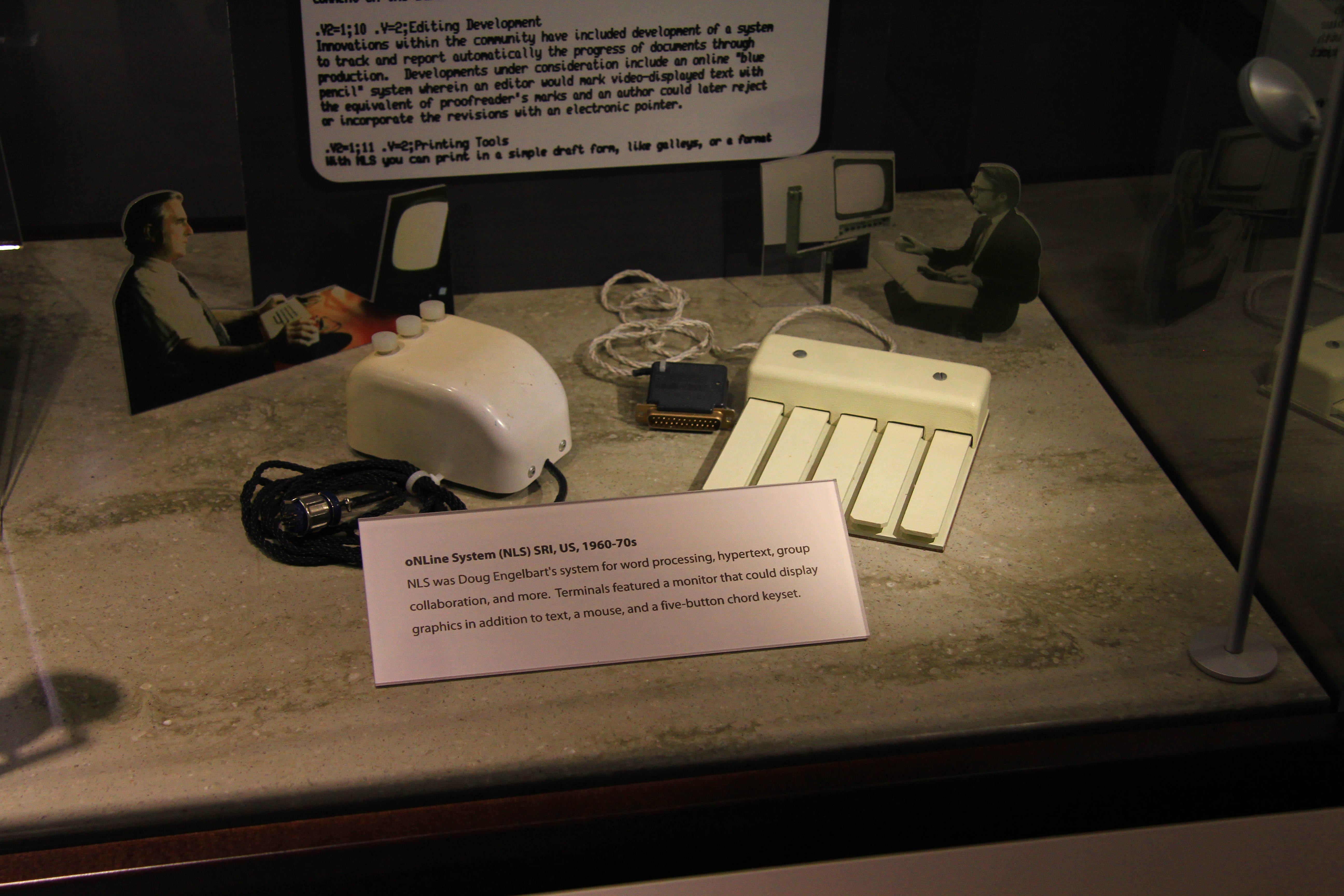
Workstation mit der 3-Tasten-Maus und mit der Akkordtastatur

Die Entwicklung lief 1968 mit den Scientific Data Systems und mit dem Computer SDS 940 weiter, auf dem das Berkeley Timesharing System lief. Dieser Computer hatte eine ungefähr 96 MB große Speicherplatte und konnte bis zu 16 Workstations unterstützen, wobei jede dieser Workstations mit einem Raster-Scan-Monitor, einer Maus mit drei Tasten und mit einer Akkordtastatur ausgestattet war. Der Input des eingetippten Textes wurde von der Tastatur an ein Untersystem gesendet, das die Informationen über einen Bus an einen der zwei Display Controller und Display Generatoren weiterleitete. Der eingegebene Text wurde anschließend an die 127 mm (5 Zoll) Kathodenstrahlröhre (CRT) gesendet, die durch eine spezielle Abdeckung umschlossen war und das überlagerte Videobild wurde von einer professionell hochqualitativen schwarz-weiß Fernsehkamera empfangen. Dieses Kamerabild wurde dann an der Kamerasteuereinheit (CCU) mit geschlossenem Kreislauf (closed circuit) und an das Steckfeld weitergeleitet, sodass der Text schließlich an den Monitoren aller Workstations angezeigt wurde.

### A Research Center for Augmenting Human Intellect
NLS wurde von Engelbart am 9. Dezember 1968 vor dem großen Publikum der jährlichen Joint Computer Conference in San Francisco unter dem Titel A Research Center for Augmenting Human Intellect demonstriert. Die Nachwirkungen der Präsentation waren so weitreichend, dass seine Vorführung 1994 von Steven Levy als The Mother of All Demos bezeichnet wurde; sie demonstrierte nicht nur die innovativen Funktionalitäten des Systems, sondern setzte auch einige bemerkenswerte dem damaligen Stand der Technik entsprechende Videotechnologien ein. Das Terminal von Engelbart auf der Bühne war mit einem großen Videoprojektor, ausgeliehen vom Ames Research Center der NASA, und über gemietete Telefonleitungen auch mit einem SDS 940 Computer von ARC verbunden, der sich in Menlo Park, 50 km südöstlich von San Francisco befand. Auf der sechs Meter großen Leinwand konnte das Publikum das Geschehen auf Engelbarts Monitor mitverfolgen, wie er die Maus verwendete und wie die Mitglieder seines Teams in Menlo Park mit der Konferenz verbunden wurden.
Eine revolutionäre Funktion des NLS, das Journal, wurde 1970 von dem australischen Informatik-Ingenieur David A. Evans im Rahmen seiner Doktorarbeit entwickelt. Das Journal war eine primitive hypertextbasierte Groupware, die als Vorgänger moderner Server-Software gesehen werden kann, die kollaborative Dokumentenerstellung ermöglicht. Sie wurde von ARC-Mitgliedern verwendet, um Konzepte zu diskutieren, debattieren und weiterzuentwickeln, so wie es bei den heutigen Wikis üblich ist. Das Journal wurde außerdem auch für das Speichern der Dokumente des InterNIC und der frühen E-Mail-Archive verwendet. Die meisten Journal-Dokumente sind in Papierform erhalten und in der Stanford-Universität archiviert. Sie bilden einen wertvollen Bericht über die Entwicklung der ARC-Gemeinschaft von 1970 bis 1976, als die Vermarktung des Centers begann. Ein weiterer großer Bestand an Journal-Dokumenten befindet sich im Computer History Museum, zusammen mit einer großen Sammlung von ARC-Backup-Bändern aus den frühen 1970er-Jahren, ergänzt um einige Bänder der SDS 940 aus den 1960er-Jahren.